# 父幼老卵
父幼老卵（ふようろうらん、享保9年（1724年） - 文化2年11月2日（1805年12月22日））は、出羽国田川郡（現・山形県鶴岡市）出身の、曹洞宗の僧。

## 人物
天桂伝尊から4世の法孫で、『正法眼蔵那一宝』1巻～22巻（『正法眼蔵』の註釈書。）の撰述者として知られる。
また、延享3年（1746年）に刊行された『永祖略録虵足』（『高祖古仏略録弁解』）は、これまで天桂伝尊が撰述したと伝えられてきたが、天桂は1735年に没しているため、父幼老卵が撰述者である可能性が高いと考えられている。

## 略歴
- 1724年、出羽国庄内（現・山形県鶴岡市）に、商人の丸屋弥兵衛の次男として生れる。
- 1733年、総穏寺で出家する。
- 1791年、『正法眼蔵那一宝』1巻～22巻を刊行。
- 1746年、『永祖略録虵足』（『高祖古仏略録弁解』） を刊行。
- 1775年、『千里一鞭』を刊行。
- 1787年、周防の洞泉寺に転住。
- 1803年、本山永平寺衆徒の訴えで脱衣追放される。
- 諸国を移住したのち西田川郡福栄村越沢（現・鶴岡市）の竜雲寺や、東田川郡狩川阿古屋（現・東田川郡庄内町）の冷岩寺に住した。
- 1805年12月22日、鶴岡の破鏡庵で死去。享年82

## 著作物
- 『正法眼蔵那一寶』1 - 22巻 1791年 駒澤大学図書館蔵（『永平正法眼蔵蒐書大成 16 』1974年 大修館書店に収録）
- 『永祖略録虵足』（『高祖古仏略録弁解』） 1746年
- 『永平元禅師語録弁解』
- 『千里一鞭』 1775年

## 参考資料
- 『荘内洞上諸祖伝おもしろ僧略伝記』 著者：大場秀弘
- 『庄内人名辞典』 大瀬欽哉（代表編者） 致道博物館内「庄内人名辞典刊行会」（発行）
- 『庄内文化芸術名鑑』 長南寿一（著） 1982年